# 竹山 (横浜市)
竹山（たけやま）は、神奈川県横浜市緑区の地名。現行行政地名は竹山一丁目から竹山四丁目。住居表示未実施区域。

## 地理
緑区の南東部に位置し、西に鴨居、東に鴨居町、南に保土ケ谷区上菅田町と新井町と接している。神奈川県住宅供給公社竹山団地が多くを占める。

### 面積
面積は以下の通りである。
| 丁目       | 面積（km²） |
| ---------- | ----------- |
| 竹山一丁目 | 0.159       |
| 竹山二丁目 | 0.122       |
| 竹山三丁目 | 0.094       |
| 竹山四丁目 | 0.160       |
| 計         | 0.535       |

## 歴史

### 沿革
- 1972年（昭和47年）9月6日 - 土地区画整理事業に伴い、鴨居町の一部を分離し、竹山一丁目から竹山四丁目を新設[6]。
- 1973年（昭和48年）12月6日 - 土地区画整理事業に伴い、鴨居町と竹山一丁目の境界を変更する[7]。
- 1985年（昭和60年）7月22日 - 鴨居地区の住居表示の実施に伴い、鴨居町の一部を竹山一丁目に編入する[8]。
- 1990年（平成2年）7月1日 - 竹山二丁目と鴨居町の一部を竹山四丁目へ編入[9]。
- 1994年（平成6年）11月6日 - 行政区再編成により、緑区を再設置。横浜市緑区竹山となる[10]。

## 世帯数と人口
2025年（令和7年）6月30日現在（横浜市発表）の世帯数と人口は以下の通りである。
| 丁目       | 世帯数    | 人口    |
| ---------- | --------- | ------- |
| 竹山一丁目 | 1,027世帯 | 2,016人 |
| 竹山二丁目 | 655世帯   | 1,114人 |
| 竹山三丁目 | 636世帯   | 1,156人 |
| 竹山四丁目 | 1,002世帯 | 1,962人 |
| 計         | 3,320世帯 | 6,248人 |

### 人口の変遷
国勢調査による人口の推移。
| 年                 | 人口  |
| ------------------ | ----- |
| 1995年（平成7年）  | 9,641 |
| 2000年（平成12年） | 8,697 |
| 2005年（平成17年） | 8,024 |
| 2010年（平成22年） | 7,516 |
| 2015年（平成27年） | 7,067 |
| 2020年（令和2年）  | 6,572 |

### 世帯数の変遷
国勢調査による世帯数の推移。
| 年                 | 世帯数 |
| ------------------ | ------ |
| 1995年（平成7年）  | 3,079  |
| 2000年（平成12年） | 3,029  |
| 2005年（平成17年） | 3,025  |
| 2010年（平成22年） | 3,044  |
| 2015年（平成27年） | 3,105  |
| 2020年（令和2年）  | 3,149  |

## 学区
市立小・中学校に通う場合、学区は以下の通りとなる（2024年11月時点）。
| 丁目       | 番・番地等 | 小学校             | 中学校             |
| ---------- | ---------- | ------------------ | ------------------ |
| 竹山一丁目 | 全域       | 横浜市立竹山小学校 | 横浜市立鴨居中学校 |
| 竹山二丁目 | 全域       | 横浜市立竹山小学校 | 横浜市立鴨居中学校 |
| 竹山三丁目 | 全域       | 横浜市立竹山小学校 | 横浜市立鴨居中学校 |
| 竹山四丁目 | 全域       | 横浜市立竹山小学校 | 横浜市立鴨居中学校 |

## 事業所
2021年（令和3年）現在の経済センサス調査による事業所数と従業員数は以下の通りである。
| 丁目       | 事業所数 | 従業員数 |
| ---------- | -------- | -------- |
| 竹山一丁目 | 22事業所 | 151人    |
| 竹山二丁目 | 7事業所  | 29人     |
| 竹山三丁目 | 25事業所 | 460人    |
| 竹山四丁目 | 6事業所  | 25人     |
| 計         | 60事業所 | 665人    |

### 事業者数の変遷
経済センサスによる事業所数の推移。
| 年                 | 事業者数 |
| ------------------ | -------- |
| 2016年（平成28年） | 63       |
| 2021年（令和3年）  | 60       |

### 従業員数の変遷
経済センサスによる従業員数の推移。
| 年                 | 従業員数 |
| ------------------ | -------- |
| 2016年（平成28年） | 521      |
| 2021年（令和3年）  | 665      |

## 施設
- 横浜市立竹山小学校
- 横浜竹山郵便局[20]

## その他

### 日本郵便
- 郵便番号 : 226-0005[3]（集配局：緑郵便局[21]）

### 警察
町内の警察の管轄区域は以下の通りである。
| 番・番地等 | 警察署   | 交番・駐在所 |
| ---------- | -------- | ------------ |
| 全域       | 緑警察署 | 鴨居駅前交番 |